# Classificatore ufficiale

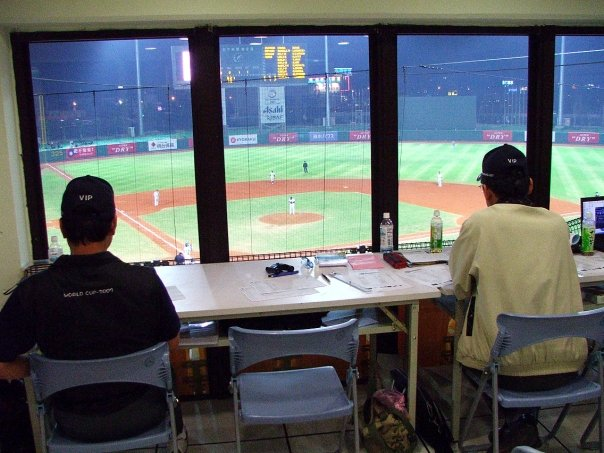
La postazione del classificatore ufficiale al Taichung Intercontinental Baseball Stadium (Taiwan)

Nel baseball, il classificatore ufficiale (in inglese: official scorer) è un ufficiale di gara, designato per ogni incontro, che ha il compito di registrare tutte le azioni di gioco su un apposito modello cartaceo chiamato "ruolino" (o scorecard). Al termine della gara ha il compito di inviare il ruolino all'ufficio statistico della federazione.
In Italia il classificatore ufficiale è designato dalla Federazione Italiana Baseball Softball.
Le decisioni del classificatore ufficiale non influiscono sul risultato della gara. In genere la sua postazione è nella tribuna stampa oppure in un apposito "box" chiamato "Box del Classificatore" spesso è accompagnato dallo Speaker, se presente, e dal segnapunti incaricato dalla società ospitante per aggiornare il tabellone visibile al pubblico.

## Compiti e responsabilità

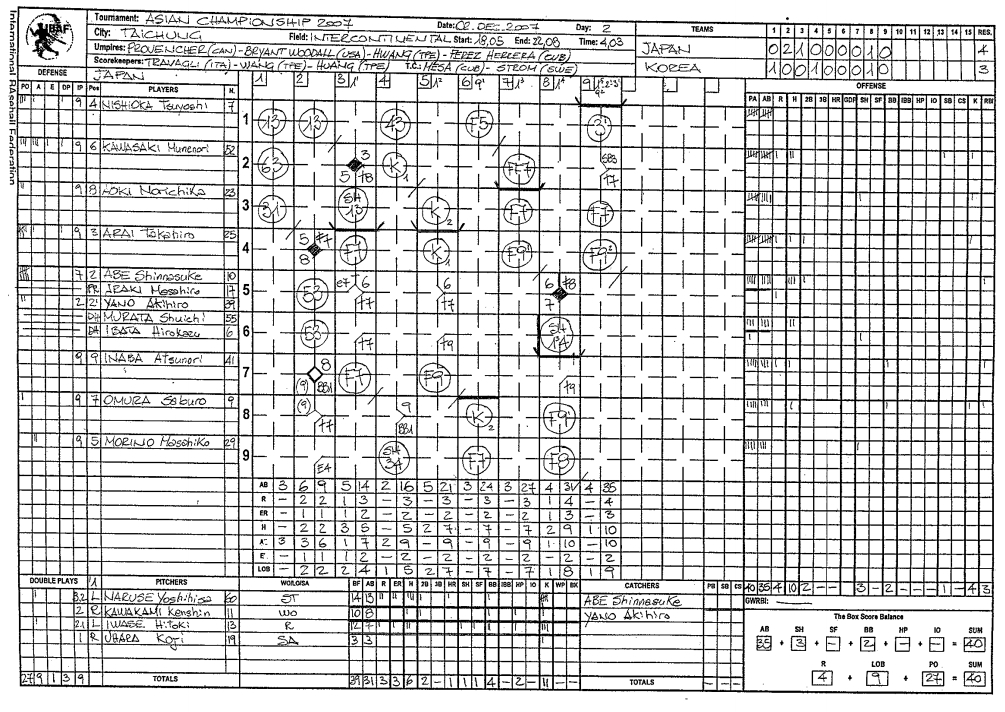
Ruolino, prima pagina

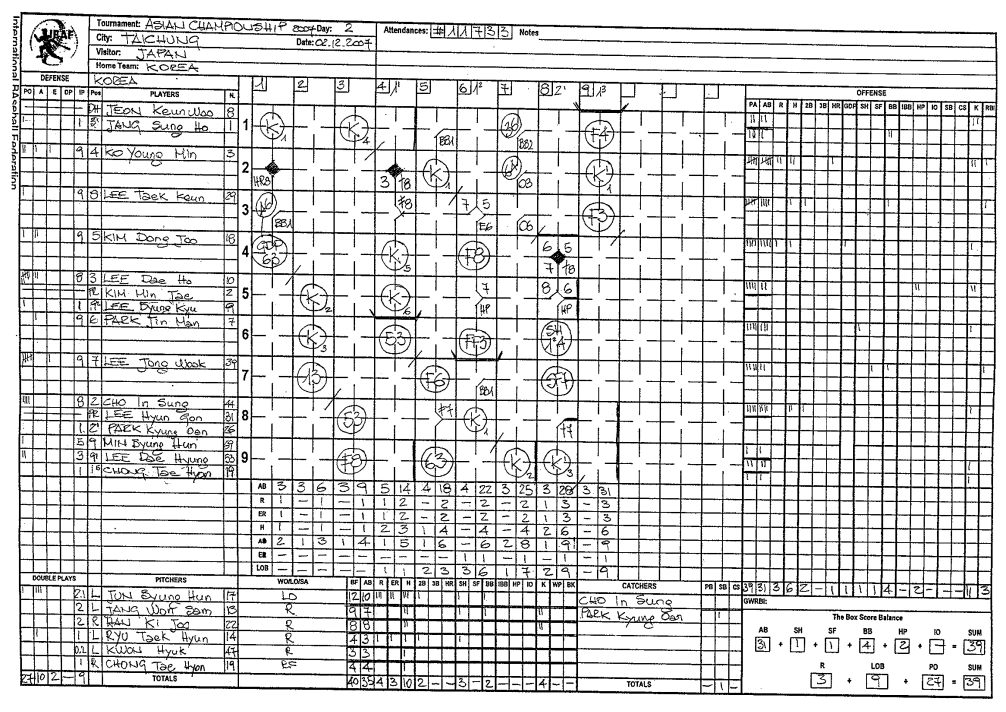
Ruolino, seconda pagina

Oltre a registrare ogni azione che accade sul terreno di gioco, come l'esito di ogni turno dei battitori e le circostanze degli avanzamenti dei corridori sulle basi, il classificatore ufficiale deve anche esprimere dei giudizi su alcune azioni, come errori o battute valide, scelte della difesa e indifferenze difensive, includendo tutto questo nella compilazione del ruolino. Alla fine di ogni gara viene pubblicato il tabellino della partita (o box score) come riassunto dei dati registrati dal classificatore ufficiale. I dati riportati sul ruolino della gara saranno usati per la compilazione delle statistiche complete per ogni giocatore e per ogni squadra da parte del CNC.
In Italia, le responsabilità del classificatore ufficiale sono descritte nella sezione 10.01 del regolamento ufficiale del baseball:
Il classificatore ufficiale ha il compito di registrare tutti gli eventi della gara come specificato dalla regola 10.02.
Inoltre deve giudicare azioni come le seguenti:
- se un attaccante raggiunge la prima base, o avanza sulle altre basi, o segna un punto per una battuta valida (H / hit), per un errore (E / error), per una scelta della difesa (FC / fielder's choice), o per una loro combinazione;
- in caso di errore (E / error), stabilire a quale difensore deve essere addebitato;
- se una palla lanciata e non presa dal ricevitore sia una palla mancata (PB / passed ball) o un lancio pazzo (WP / wild pitch), da registrare solo se un corridore avanza sulle basi;
- se un corridore avanza sulle basi per base rubata (SB / stolen base), palla mancata (PB / passed ball), lancio pazzo (WP / wild pitch), o per indifferenza della difesa (defensive indifference);
- Il lanciatore vincente (WIN / winning pitcher), il lanciatore perdente (LOSE / losing pitcher) e l'eventuale lanciatore di salvezza (SAVE / save pitcher) applicando il regolamento FIBS.

Quando si effettuano questi giudizi, il classificatore ufficiale deve prendere in considerazione lo sforzo ordinario (ordinary effort) del difensore, definito dalla regola 2 come «sforzo che un difensore di media abilità in una posizione, in quel campionato, dovrebbe esibire su un gioco, considerando sia le condizioni del campo che le condizioni atmosferiche.»
Il classificatore ufficiale non entra in campo ed il suo lavoro non può essere in contrasto con le chiamate degli arbitri né con quanto disposto dalla sezione 10.00 del regolamento ufficiale del baseball. L'unico caso in cui il classificatore può richiamare l'attenzione dell'arbitro durante la gara è quando le squadre, per sbaglio, effettuano il cambio prima che ci siano tre eliminati, secondo la regola 10.01 (b) e/o quando la chiamata degli arbitri non risulta chiara al/ai classificatori per richiedere ulteriori chiarimenti.

## Classificatori nella Hall of Fame
I seguenti classificatori compaiono nella Hall of Fame del baseball italiano eletti dalla F.I.B.S.:
- Giancarlo Bianchi (Monza, 1929)
- Giampaolo Reiter (Trieste, 1940)
- Giorgio Nanni (Bologna, 1920)
- Antonio Cocco (1921)
- Roberta Fruhwirth (Roma, 1940)
- Osvaldo Faraone (Nettuno, 1929)